# Flemingia bhutanica
Flemingia bhutanica (лат.) — вид деревянистых многолетних растений рода Флемингия (Flemingia) семейства Бобовые (Fabaceae).

## Ботаническое описание
Кустарник, схожий по внешнему виду с Flemingia macrophylla. Ветви цилиндрические, в молодости опушённые, продольно разлинованные.
Листья начинают появляться во время цветения, разделённые на многочисленные листочки, каждый из которых в очертании продолговато-яйцевидный, размеры листочков колеблятся в пределах 5,5—7×1,5—4 см. Черешки до 4 см длиной, обычно слабо крылатые.
Цветки собраны в небольшое кистевидное соцветие до 3 см длиной. Чашечка трубчатая, до 3 мм длиной. Венчик жёлтого цвета, лепестки лодочки эллиптические, крылья продолговатые, флаг в форме полумесяца. Цветение наблюдается в апреле.
Плоды — эллиптические бобы 10—12×6—7 мм, покрытые мелким опушением и густыми красноватыми железками.

## Распространение
Flemingia bhutanica — эндемик жарких широколиственных лесов Бутана. Встречается по берегам рек на высоте до 1600 м над уровнем моря.